# HMCS Hawkesbury (K415)
HMCS Hawkesbury (K415) je bila korveta izboljšanega razreda Flower, ki je med drugo svetovno vojno plula pod zastavo Kraljeve kanadske vojne mornarice.

## Zgodovina
Ladjo so leta 1950 prodali v Kambodžo, kjer so jo preimenovali v Campuchea.